# William McCool
William Cameron "Willie" McCool, född 23 september 1961 i San Diego, Kalifornien, död 1 februari 2003 ovanför Texas, var en amerikansk astronaut uttagen i astronautgrupp 16 den 5 december 1996. Deltog med STS-107, 16 januari-1 februari 2003, när alla sju astronauterna ombord förolyckades under återinträde i jordens atmosfär.

## Eftermäle
2004 tilldelades han Congressional Space Medal of Honor.
2006 namngavs månkratern McCool efter honom, kratern är belägen i Apollokratern på månens baksida.
Även asteroiden 51829 Williemccool är uppkallad efter honom.

## Rymdfärder
STS-107